# Sloop de guerre

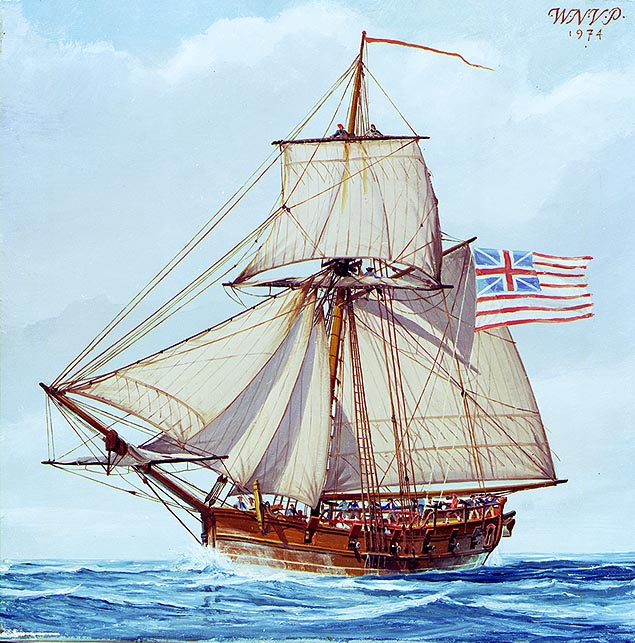
Le sloop of war Providence (1775-1779)

Au temps de la marine à voile, le sloop-de-guerre (en anglais : sloop-of-war) désigne, à partir du XVIIIe siècle dans l'Empire britannique, les navires militaires plus petits que les frégates à un, deux ou trois mâts.

## Étymologie
Le terme sloop-of-war est composé de « sloop » provenant du néerlandais sloep (qui est de la même origine étymologique que le français « chaloupe ») et de l’anglais of war (littéralement : « de guerre »).

## Historique et description
À partir du XVIIIe siècle, le terme de sloop-of-war désigne dans l'Empire britannique, des navires armés en moyenne de 6 à 8 canons (brig sloop) et 10 à 18 canons (packed sloop of war et ship sloop) sur un seul pont. Les Anglais distinguent deux variantes principales de sloop-of-war :
- le ship sloop, avec ses trois mâts, correspond à peu près à la corvette dans l'Empire français (jusqu'à 18 canons, parfois plus) ;
- le packed sloop of war appelé corvette-aviso en France[2] de taille intermédiaire entre un brick / senau et une corvette (jusqu'à 16 canons)[2] ;
- le brig sloop à un ou deux mâts, est appelé brick ou senau en France (deux mâts), auxquels s'ajoute de petits navires à un mât : cotre de guerre[1] dans la marine française de cette époque jusqu'à 8 canons, parfois plus).

Pendant la Première Guerre mondiale et la Seconde Guerre mondiale, la Royal Navy a réutilisé le terme « sloop » pour les navires de défense de convois spécialisés, y compris la classe Flower de la Première Guerre mondiale et la classe Black Swan très réussie de la Seconde Guerre mondiale, avec des capacités anti-sous-marines de canons de 102 mm et de grenades sous-marines. Ils ont cédé la place aux corvettes, puis aux frégates.
| 1 mât                                         | 2 mâts                         | 2 mâts                                   | 3 mâts                                                                  |
|                                               |                                |                                          |                                                                         |
| Le sloop-of-war britannique Industry en 1764. | Le Brig-sloop The Wolf (1828). | L'USS Hartford (1858) est un brig sloop. | Le sloop-of-war américain de 22 canons Albany (Lithographie 1835-1856). |